# 69
69 (LXIX) var ett normalår som började en söndag i den julianska kalendern.

## Händelser

### Januari
- 15 januari – Vid kejsar Galbas död tar Otho makten i Rom, men tvingas begå självmord efter tre månader.

### April
- 14 april – Vitellius besegrar Otho i det första slaget vid Bedriacum.
- 16 april – Efter att ha blivit besegrad begår Otho självmord, varvid Vitellius blir romersk kejsare.

### Oktober
- 24 oktober – Flaverna under Antonius Primus besegrar Vitellius i det andra slaget vid Bedriacum.

### December
- 22 december – Vespasianus blir romersk kejsare.

### Okänt datum
- Vespasianus belägrar Jerusalem, som har erövrats av Titus Flavius Sabinus Vespasianus efter att Vespasianus har blivit romersk kejsare.
- Bataverna under Gaius Julius Civilis revolterar mot det romerska styret i Batavernas uppror.
- Den romerska legionen Macriana liberatrix överges.

## Födda
- Polykarpus, biskop från Smyrna; helgon och martyr

## Avlidna
- 15 januari – Galba, romersk kejsare sedan 68 (mördad)
- Januari – Locusta, en av världens första dokumenterade seriemördare
- 16 april – Otho, romersk kejsare sedan 15 januari detta år (självmord)
- 20 december – Vitellius, romersk kejsare sedan 16 april detta år (mördad)